# Rafael Burgos
Rafael Edgardo Burgos Amaya (ur. 3 czerwca 1988 w La Paz) – salwadorski piłkarz występujący na pozycji napastnika, reprezentant Salwadoru.

## Kariera klubowa
Burgos jako junior występował w akademiach piłkarskich Famosa i La Chelona, skąd w wieku 16 lat dołączył do drużyny młodzieżowej klubu Alianza FC z siedzibą w stołecznym mieście San Salvador. Trzy sezony później został włączony do treningów pierwszego zespołu i w salwadorskiej Primera División zadebiutował w rozgrywkach 2007/2008. Nie potrafiąc wywalczyć sobie miejsca w wyjściowej jedenastce odszedł do drugoligowego Santa Tecla FC. Już po roku powrócił jednak do najwyższej klasy rozgrywkowej, podpisując umowę z CD UES. Tam spędził z kolei sześć miesięcy, po czym powrócił do Alianzy. Podczas fazy Clausura 2011 wywalczył z nią mistrzostwo Salwadoru.
Wiosną 2012 Burgos przeszedł do gwatemalskiego CD Petapa. W Liga Nacional de Fútbol de Guatemala pierwszy mecz rozegrał 5 lutego 2012 w zremisowanej 0:0 konfrontacji z Marquense, natomiast premierową bramkę strzelił już tydzień później, w wygranym 1:0 spotkaniu z Municipalem.
W 2012 roku Burgos został zawodnikiem SV Ried. Był z niego wypożyczany do Baníka Ostrawa i Kecskeméti TE. W 2013 roku wypożyczono go do Győri ETO FC.

## Kariera reprezentacyjna
W seniorskiej reprezentacji Salwadoru Burgos zadebiutował 8 października 2010 w przegranym 0:1 meczu towarzyskim z Panamą. Cztery dni później, w przegranym 1:2 sparingu z Kostaryką, zdobył pierwszego gola w kadrze narodowej. W 2011 roku znalazł się w składzie na Copa Centroamericana, gdzie z trzema bramkami na koncie został królem strzelców, dzieląc się tym osiągnięciem z Marco Ureñą, natomiast jego drużyna zajęła czwarte miejsce.